# Communauté de communes du Balcon de Belledonne
La communauté de communes du Balcon de Belledonne (CCBB) est une ancienne communauté de communes française, située dans le département de l'Isère et la région Rhône-Alpes. 
Depuis le 1er janvier 2009, elle a été remplacée par la Communauté de communes du Pays du Grésivaudan.

## Composition
La communauté de communes regroupait neuf communes :
- Chamrousse
- La Combe-de-Lancey
- Laval
- Revel
- Saint-Mury-Monteymond
- Saint-Jean-le-Vieux
- Saint-Martin-d'Uriage
- Sainte-Agnès
- Vaulnaveys-le-Haut

## Compétences
- Création et organisation des chemins touristiques appelés TOUR DE PAYS.
- Organisation de portage de repas aux personnes âgées ou en difficultés.
- Accord avec le Conseil Général pour obtenir le transport des personnes avec les cars scolaires.